# Улдіс Клаусс
Улдіс Клаусс (латис. Uldis Mārtiņš Klauss; *9 листопада 1929, Рига — †31 липня 2012, Рига) — латвійський політик і менеджер.

## Біографія
Народився 9 листопада 1929. Громадянин США. Член партії «Новий час». Депутат 8 Сейму Латвії (2002). Менеджер в банку Banker Trust і Bank of New York (1991). Радник президента Банку Латвії (1993). Співавтор програми економічного відновлення «Латвія -2000» (1992, в співавторстві з Ояром Кехрісом, Улдіс Осіс, Ілмарі Рімшевічем)
У 1957 закінчив Колумбійський університет в Нью-Йорку, отримавши ступінь бакалавра з економіки. У 1959 отримав ступінь магістра в області маркетингу.